# Kinnie Laisné
Kinnie Laisné (* 11. Juli 1989 in Cherbourg) ist eine ehemalige französische Tennisspielerin.

## Karriere
Laisné spielte überwiegend auf Turnieren der ITF Women’s World Tennis Tour, wo sie einen Einzel- und drei Doppeltitel gewinnen konnte.
2008 spielte Laisné ihr erstes Turnier auf der WTA Tour bei den Tashkent Open an der Seite von Katie O’Brien im Hauptfeld des Damendoppel.
2009 war die erfolgreichste Saison für Laisné. Sie konnte im Mai und Oktober je einen Titel bei ITF-Turnieren im Damendoppel gewinnen. Außerdem erhielt sie eine Wildcard für das Hauptfeld im Dameneinzel der French Open, wo sie aber bereits in der ersten Runde gegen Jarmila Groth mit 4:6 und 3:6 verlor. Für das Hauptfeld im Damendoppel erhielt sie mit Partnerin Stephanie Vongsouthi ebenfalls eine Wildcard, welche die Paarung aber ebenfalls nicht nutzen konnte und der estnischen Paarung Maret Ani und Kaia Kanepi mit 1:6 und 1:6 unterlag. Für das Hauptfeld der Internationaux de Strasbourg 2009 erhielt sie ebenfalls eine Wildcard für das Hauptfeld im Damendoppel, unterlag aber wiederum bereits in der ersten Runde Ayumi Morita mit 1:6 und 3:6. Auch im Doppel konnte sie zusammen mit Irena Pavlovic die Wildcard für das Hauptfeld nicht nutzen, die Paarung unterlag Erica Krauth und Hanna Nooni in der ersten Runde mit 6:78 und 5:7. Im September 2015 erhielt sie wiederum zwei Wildcards für das Hauptfeld in Einzel und Doppel bei den Open GDF Suez de Bretagne, konnte diese aber auch nicht nutzen und schied in beiden Wettbewerben bereits in der ersten Runde aus.
2014 konnte sie in Mâcon nochmals ein ITF-Turnier zusammen mit Audrey Albié im Doppel gewinnen. 2015 gewann Laisné das ITF-Turnier in Dakar.
Seit 2016 spielte sie für den TC BW Villingen in der Regionalliga.
Seit 2017 spielte sie bei Rueil AC Tennis und seit 2018 bei Comité des Hauts-de-Seine de Tennis.

## Turniersiege

### Einzel
| Nr. | Datum          | Turnier | Kategorie   | Belag     | Finalgegnerin         | Ergebnis      |
| --- | -------------- | ------- | ----------- | --------- | --------------------- | ------------- |
| 1.  | 26. April 2015 | Dakar   | ITF $15.000 | Hartplatz | Clothilde de Bernardi | 6:3, 0:6, 6:4 |

### Doppel
| Nr. | Datum            | Turnier                    | Kategorie   | Belag             | Partnerin            | Finalgegnerinnen                    | Ergebnis         |
| --- | ---------------- | -------------------------- | ----------- | ----------------- | -------------------- | ----------------------------------- | ---------------- |
| 1.  | 9. Mai 2009      | Florenz                    | ITF $25.000 | Sand              | Stéphanie Vongsouthi | Klaudia Boczová Nicole Clerico      | 6:0, 6:1         |
| 2.  | 31. Oktober 2009 | Vila Real de Santo António | ITF $10.000 | Sand              | Claire Lablans       | Inna Sokolova Yaroslava Zhishchenko | 6:4, 7:64        |
| 3.  | 21. Februar 2014 | Mâcon                      | ITF $10.000 | Hartplatz (Halle) | Audrey Albié         | Federica Di Sarra Camilla Rosatello | 6:3, 2:6, [10:8] |